# Uvarus rogersi
Uvarus rogersi är en skalbaggsart som först beskrevs av Young 1941.  Uvarus rogersi ingår i släktet Uvarus och familjen dykare. Inga underarter finns listade i Catalogue of Life.